# Mary Poppins
Mary Poppins é o primeiro de uma série de oito livros infanto-juvenis escritos pela escritora australiana Pamela Lyndon Travers (ou P.L. Travers), publicado originalmente em 1934, em Londres. O personagem principal é uma babá mágica inglesa, que aparece em uma tempestade de vento para cuidar das crianças da família Banks. A Disney adaptou o livro para o cinema em 1964.[carece de fontes?]

## Sinopse
A história se passa em Londres, na Rua das Cerejeiras. A família Banks procura desesperadamente uma babá para seus filhos Michael, Jane e os gêmeos John e Bárbara, que são temperamentais e teimosos. Eis então que os ventos do Leste sopram e Mary Poppins chega para pôr ordem na bagunça, com seu jeitinho especial.[carece de fontes?]

## Filme
O filme estreou em 1964, depois de 26 anos em planejamento, a maioria do tempo para convencer a Sra. Travers a vender os direitos para os estúdios Disney. A Sra. Travers só concordou em vender os direitos autorais do livro no final da década de 1950, quando os livros de Mary Poppins vendiam bem menos. A história do filme é diferente das histórias do livro, levando talvez uma cena ou outra igual, porém todas modificadas e adaptadas para a personagem de Mary Poppins não parecer tão fria quanto no livro. O destaque do personagem Bert (que pouco aparece nos livros da Mary Poppins), faz as vezes de outros personagens do livro que foram cortados no filme.[carece de fontes?]
No filme também foram cortados John e Bárbara, os bebês gêmeos da família Banks.
Vale notar também que Pamela Travers não queria mostrar romance algum entre Mary e Bert no filme, mesmo tendo sugerido uma certa paquera entre os dois nos seus livros. Apesar disso, o número musical do filme "Jolly Holiday" (Um dia tão feliz), em que Bert canta para Mary, foi uma decepção para a autora, pois deixava bem claro que eles tinham um affair. No musical que estreou em Londres, em 2004, os diretores e roteiristas incentivaram o romance, fazendo Mary dar um beijo na bochecha de Bert, na sua despedida.[carece de fontes?]

### Musical
Foi feito um musical baseado no filme Mary Poppins. Ele estreou nos palcos em 2004, em Londres. Laura Michelle Kelly, conhecida cantora e atriz britânica, fez o papel da personagem principal, e o ator Gavin Lee fez o papel de Bert/Sr. Dawes.
A produção foi um sucesso tão grande que foi parar na Broadway, em Nova Iorque, em 2006. Dessa vez, quem fez Mary Poppins foi a atriz Ashley Brown, e a personagem foi sua primeira protagonista oficial, mas ela já havia participado de outras produções da Disney, como o musical A Bela e a Fera e Disney on the Record. Gavin Lee continuou no papel de Bert/Sr. Dawes. A peça continuava em cartaz até 2010.[carece de fontes?]